# Halictus togoensis
Halictus togoensis là một loài Hymenoptera trong họ Halictidae. Loài này được Pauly mô tả khoa học năm 1998.